# Parsis
Les Parsis, parfois Pārsis ou Parses (de Pārashika, peuple de Perse, une partie d'Iran et d'Afghanistan actuel ; en gujarati : પારસી) sont les adeptes du parsisme, confession dérivée du zoroastrisme. Ils constituent l'une des deux communautés zoroastriennes (l'autre étant celle des Iranis) ayant quitté le monde iranien pour s'installer principalement en Inde.
À la suite de la conquête arabo-islamique de la Perse en 633-654, une partie de la population Parsi s'enfuit vers l'Est et s'installe en Inde. 
Les Parsis s'établirent tout d'abord dans le Sind et dans le Saurāshtra, au Gujarat. Ils profitèrent au début du VIIIe siècle de la protection du roi Jadi Rana, qui régnait sur les États de Thana près de l'actuelle Mumbai (Bombay). De même que pour les communautés juives installées en Inde, les Parsis purent pratiquer leur culte zoroastrien librement et sans contrainte.
Ils participèrent très largement à la vie économique, en particulier à la formation de la ville de Bombay, où ils occuperont une place importante dans l'administration et la culture.
Les Parsis vénèrent le feu (symbole de la Lumière divine ; voir « zoroastrisme ») et ne pratiquent pas la crémation, pour ne pas le souiller. De même, pour ne pas souiller le sol, les corps ne sont pas inhumés mais exposés dans les tours du silence ou dakhmā de façon à être décharnés par les vautours.

## Origine et définition du termeparsi
Le terme Pārsi, qui dans la langue persane désigne les habitants du Fars ou Pars ou encore les membres de l'ethnie perse, n'est attesté dans les textes zoroastriens indiens qu'à partir du XVIIe siècle. Jusque-là, ces textes utilisaient les termes d'origine persane Zartoshti (zoroastrien) ou Vehdin (de la bonne religion).
La première référence aux parsis trouvée dans un texte européen date de 1322 : un moine français, Jourdain de Séverac, dit les avoir rencontrés à Thane et Bharuch et décrit leurs coutumes et rites funéraires. Par la suite, le terme apparaît dans les notes de nombreux voyageurs européens, tout d'abord français et portugais, puis anglais. Le terme parsi ne se réfère ici pas tant à l'origine perse ou iranienne des parsis, mais plutôt aux particularités de leur identité ethnique. D'ailleurs, si l'hérédité était le seul facteur pour déterminer l'ethnicité, les parsis seraient à compter parmi les Parthes, d'après leur véritable contrée d'origine.
Le terme "Parsisme" est attribué à Abraham Hyacinthe Anquetil-Duperron, qui, dans les années 1750, donna la première définition détaillée des parsis et du zoroastrisme, partant de l'hypothèse erronée que les parsis étaient les seuls adeptes restants de la religion.

## Histoire
Ce chapitre est pour l'essentiel la traduction du chapitre History de l’article de Wikipédia en anglais intitulé « Parsi ».

### Arrivée au Sind et au Gujarat

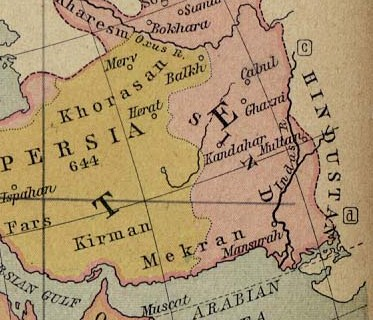
Khorassan (en jaune) et Sind (en rose) à l'époque du califat en 750 CE.

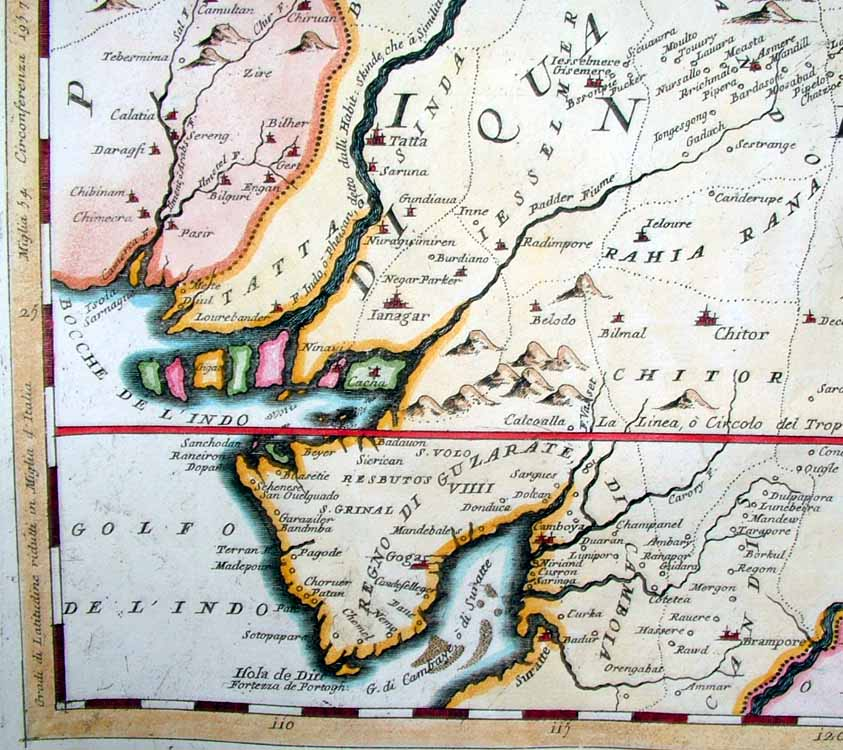
Gujarat sur une carte de 1692

D'après le Qissa-i Sanjan, poème épique relatant l'exode en Inde des parsis zoroastriens, rédigé plus de six siècles après l'événement, le premier groupe d'émigrants venaient du Grand Khorassan. Cette région historique s'étendait sur le nord-est de l'Iran actuel, l'est de l'Afghanistan, l'ouest du Pakistan ainsi que sur une partie du Tadjikistan, du Turkménistan et de l'Ouzbékistan.
Arrivés au Gujarat, les immigrants obtinrent du souverain local Jadi Rana la permission d'y rester à condition qu'ils en adoptassent la langue (le Gujarati), que leurs femmes revêtissent le sari, vêtement traditionnel de la région, et qu'ils renonçassent à porter des armes. Les réfugiés acceptèrent ces conditions et fondèrent la colonie de Sanjan, qu'ils nommèrent ainsi d'après leur ville d'origine, Sanjan, près de Merv, dans l'actuel Turkménistan. Un deuxième groupe d'immigrants venus du Grand Khorassan arriva cinq ans plus tard, apportant avec lui des ustensiles religieux (l'alat). En plus de ces peuples montagnards tout d'abord appelés Khorasanis ou Kohistanis, un autre groupe au moins semble être venu par voie de terre de Sari (Iran).
Si le groupe de Sanjan est réputé être le premier à s'être établi dans la région, la date précise de son arrivée est matière à controverse. Toutes les conjectures sont issues du Qissa, qui reste vague et même parfois chronologiquement contradictoire. Trois dates possibles – 936, 765 et 716 – ont été proposées pour l'arrivée des parsis en Inde et la controverse en la matière a fait l'objet de mainte querelle animée parmi les parsis. Étant donné qu'aucune date n'est spécifiquement mentionnée dans les textes parsis antérieurs au XVIIIe siècle, toute date avancée ne pourra être que matière à spéculation. L'importance du Qissa ne réside pas tant dans sa reconstruction des événements que dans le portrait qui y est fait des parsis – c'est ainsi qu'ils étaient appelés à se voir eux-mêmes – et dans l'esquisse de leurs relations avec la culture dominante. Le texte joue donc un rôle crucial dans le développement de l'identité parsie. Et même si l'on estime que cette chronique basée sur une transmission orale n'est rien de plus qu'une légende, elle est néanmoins sans aucun doute riche en informations sur l'historiographie parsie.
Les zoroastriens de Sanjan n'étaient certainement pas les premiers zoroastriens à s'être installés sur le sous-continent indien. Le Sind, limitrophe du Baloutchistan, à la périphérie orientale du monde iranien, avait aussi été sous l'administration côtière de l'empire sassanide (226-651). Même après la perte du Sind, les Iraniens continuèrent à jouer un rôle prépondérant dans les liens commerciaux entre l'est et l'ouest. L'historiographe arabe Al-Mas'ûdî (IXe siècle) mentionne des zoroastriens avec leurs temples du feu à al-Hind et al-Sindh. Par ailleurs, les ports du Gujarat se trouvaient sur les routes maritimes qui venaient compléter la route de la soie et il existait d'intenses échanges commerciaux entre les deux régions. Les contacts entre les Iraniens et les Indiens remontent avant notre ère et les Purana tout comme le Mahabharata emploient le terme Parasika pour désigner les peuples établis à l'ouest de l'Indus.
Les légendes des parsis relatant la migration de leurs ancêtres vers l'Inde dépeignent des cortèges de réfugiés fuyant leurs villages assiégés pour échapper aux nouvelles règles imposées par les conquérants musulmans et préserver leur foi ancestrale. Cependant, alors qu'il est certain que des parsis sont venus s'établir le long de la côte occidentale du sous-continent indien après la conquête de l'Iran par les Arabes, il n'est pas entièrement avéré que ces migrations aient été provoquées par une persécution religieuse envers les zoroastriens. Si l'on retient la tradition du Qissa, qui suggère le VIIIe siècle comme période des premiers départs, il est à supposer que les migrations ont commencé alors que le zoroastrisme était encore la religion prédominante en Iran et que des facteurs économiques ont présidé à la décision d'émigrer. Et ceci d'autant plus que, comme le laisse entendre le Qissa, les premiers parsis venaient du nord-est (donc d'Asie centrale) et dépendaient jusque-là du commerce empruntant la route de la soie. Le fait que les Arabes prélevaient sur les non-musulmans des droits plus élevés lorsque ceux-ci commerçaient à partir de ports tenus par les musulmans peut être interprété comme une forme de persécution religieuse, mais il semble improbable que c'eût été pour les parsis l'unique raison d'émigrer.

### Les premiers temps
Le Qissa ne relate guère les événements qui suivirent la fondation de Sanjan et se limite à mentionner brièvement qu'on fit brûler à Sanjan le « Feu de la Victoire » (vieux-persan : Atash Bahram), que l'on transféra ensuite à Navsari. Les siècles suivants furent pleins de rigueurs pour les parsis, jusqu'à ce que le zoroastrianisme prît pied en Inde et assurât à ses adhérents quelques moyens de subsistance dans ce nouveau pays d'adoption.
Deux siècles après leur débarquement, les parsis commencèrent à s'installer dans d'autres parties du Gujarat, ce qui conduisit à des difficultés pour définir les limites de la juridiction sacerdotale. Ces problèmes furent résolus vers 1290 par la division du Gujarat en cinq panthaks (districts), chacun étant placé sous la juridiction d'une famille de prêtres et de ses descendants. La juridiction applicable au Atash Bahram continuant à faire l'objet de disputes, le feu fut transféré en 1742 à Udvada, où la juridiction est actuellement partagée selon un système de rotation entre les cinq familles responsables des panthaks.
Des inscriptions trouvées dans les Grottes de Kanheri, près de Mumbai, laissent supposer qu'au moins jusqu'au début du XIe siècle, le moyen-perse était encore la langue littéraire des prêtres héréditaires zoroastriens. Néanmoins, mis à part le Qissa et les inscriptions de Kanheri, il n'est guère fait mention de l'existence des parsis avant les XIIe et XIIIe siècles, où des transcriptions et des traductions en sanskrit de l'Avesta furent réalisées de main de maître et firent l'objet de commentaires.
Du XIIIe siècle à la fin du XVIe siècle, les prêtres zoroastriens du Gujarat envoyèrent au total 22 demandes d'assistance à leurs coreligionnaires en Iran, probablement parce qu'ils considéraient que les zoroastriens d'Iran étaient mieux informés qu'eux en matière religieuse et qu'ils devaient avoir préservé plus fidèlement les usages ancestraux. Ces questions et leurs réponses – soigneusement conservées par la communauté sous le nom de rivayat (épîtres) – couvrent une période allant de 1478 à 1766 et traitent de sujets aussi bien religieux que sociaux. Vues sous l'angle superficiel du XXIe siècle, certaines de ces ithoter (questions) semblent particulièrement triviales – par exemple, le Rivayat 376 se penche sur la question de savoir si une encre préparée par un non-zoroastrien peut être utilisée pour copier des textes en avestique – mais elles donnent une impression assez juste des craintes et préoccupations des premiers zoroastriens de l'ère moderne. Ainsi, la question de l'encre est symptomatique de l'appréhension à l'assimilation qui pourrait signifier une perte d'identité, un thème qui revient souvent dans les questions posées et qui donne encore à penser en ce XXIe siècle. Autre question évoquée : celle de la conversion des Juddins (non-zoroastriens) au zoroastrianisme, la réponse étant (R237, R238) : acceptable, et même méritoire.
Néanmoins, les conditions précaires dans lesquelles vivaient les parsis les mettaient dans l'impossibilité de persévérer dans leur zèle prosélytique d'antan. La crainte instinctive d'une désintégration et d'une absorption dans les vastes multitudes qui les entouraient suscita en eux un esprit d'exclusivité et un fort désir de préserver les caractéristiques raciales et les traits distinctifs de leur communauté. Vivant dans une atmosphère imbibée du système des castes hindou, ils cherchèrent la sécurité en s'enfermant dans des barrières sociales rigides. Malgré tout, à un moment donné (peut-être peu après leur arrivée en Inde), les zoroastriens se rendirent compte que la stratification sociale dont ils avaient tout d'abord conservé la tradition était inadéquate vu la taille réduite de leur communauté et ils l'abandonnèrent sauf pour ce qui est du sacerdoce héréditaire (appelé asronih dans l'Iran sassanide). Les autres états – (r)atheshtarih (aristocratie, soldats et fonctionnaires), vastaryoshih (paysans et bergers), hutokshih (artisans et ouvriers) – étaient rassemblés en une seule classe désignée aujourd'hui par le terme behdini (adeptes du daena, considéré comme la « bonne religion »). Ce changement allait avoir des conséquences profondes. Tout d'abord, il élargissait le fonds génétique commun, alors que jusque-là les mariages étaient extrêmement rares d'une classe à l'autre (mais le problème subsistera pour les familles de prêtres jusqu'à nos jours). D'autre part, il supprimait les frontières au niveau des emplois, ce qui inspirera aux XVIIIe et XIX siècles la sympathie des autorités coloniales anglaises pour les parsis, lesquelles étaient lasses des complications imprévisibles du système de castes indien.

### L'ère des opportunités
En vertu du traité commercial conclu au début du XVIIe siècle entre l'empereur moghol Jahângîr et le souverain britannique Jacques VI et Ier, la Compagnie britannique des Indes orientales obtint des droits exclusifs de résidence et d'établissement à Surate et dans d'autres régions. De nombreux parsis qui vivaient jusqu'alors dans des communautés agraires du Gujarat allèrent s'installer dans les colonies britanniques pour bénéficier des nouveaux emplois offerts. En 1668, la Compagnie britannique des Indes orientales loua auprès de Charles II d'Angleterre les Sept îles de Bombay. Estimant que le havre profond se trouvant sur la côte est des îles convenait parfaitement pour installer son premier port sur le sous-continent, la compagnie transféra en 1687 son quartier général de Surate vers cette toute nouvelle colonie. Les parsis la suivirent et commencèrent bientôt à occuper des postes de confiance dans le domaine de l'administration et des travaux publics,.
Alors que l'instruction était jusqu'alors l'apanage des prêtres et de leurs familles, les écoles britanniques de l'Inde mettaient les jeunes parsis en mesure non seulement d'apprendre à lire et à écrire, mais aussi d'acquérir une éducation au sens le plus large du terme et de se familiariser avec les finesses de l'establishment britannique. Ces aptitudes étaient d'une très grande utilité aux parsis puisqu'elles leur permettaient de s'assimiler aux Britanniques, ce à quoi ils parvinrent plus rapidement et plus efficacement que toute autre communauté d'Asie du Sud. Tandis que les Britanniques considéraient les autres Indiens comme passifs, ignorants, irrationnels, extérieurement dociles, mais intérieurement sournois et perfides, les parsis étaient réputés avoir les traits que les autorités coloniales tendaient à s'attribuer à elles-mêmes. L'aventurier allemand Johan Albrecht de Mandelslo (1638) les qualifiait de « diligents », « consciencieux » et « habiles » dans leurs activités mercantiles. Des observations similaires ont été faites par James Mackintosh, chroniqueur de Bombay de 1804 à 1811, qui notait que « les parsis sont ce qu'il reste de l'une des nations les plus puissantes du monde antique ; persécutés, ils fuirent vers l'Inde où ils demeurèrent longtemps dans l'obscurité et la pauvreté, jusqu'à ce qu'ils se virent finalement en présence d'un régime adéquat sous lequel ils se redressèrent rapidement pour compter bientôt parmi les acteurs commerciaux les plus populaires d'Asie ».
L'un d'eux, Rustom Maneck, avait probablement déjà amassé une fortune considérable sous les Hollandais et les Portugais lorsqu'il fut nommé en 1702 premier courtier de la Compagnie britannique des Indes orientales (ce qui lui valut le suffixe Seth accolé à son nom). Dans les années qui suivirent, il élargit avec ses associés parsis l'horizon professionnel et financier d'une communauté parsie qui commençait à prendre une certaine ampleur. C'est ainsi qu'au milieu du XVIIIe siècle, les maisons de courtage de la Présidence de Bombay étaient presque toutes entre les mains de parsis. Comme le note James Forbes, percepteur de Broach (aujourd'hui Bharuch) dans ses Mémoires orientales (1770) : « nombreux sont les parsis parmi les principaux marchands et armateurs de Bombay et Surate. [...] Actifs, robustes, prudents et persévérants, ils constituent désormais une part précieuse des sujets de la Compagnie sur les côtes occidentales de l'Hindoustan, où ils sont hautement estimés ».
Peu à peu, certaines familles acquirent fortune et renommée (Sorabji, Modi, Cama, Wadia, Jeejeebhoy, Readymoney, Dadyseth, Petit, Patel, Mehta, Allbless, Tata, , etc.) et nombreuses sont celles qui se distingueront par leur participation à la vie publique de la ville et par leurs actions les plus diverses dans le domaine de l'éducation, de l'industrie et des œuvres de bienfaisance,.
Par sa générosité, Maneck a aidé à mettre en place l'infrastructure nécessaire pour que les parsis pussent s'installer à Bombay et a ainsi fait de la ville le premier centre d'habitation et de travail des parsis dans les années 1720. Par suite de l'isolement politique et économique de Surate dans les années 1720 et 1730, résultant des animosités opposant les autorités mogholes (encore en place) et les Marathes de plus en plus dominants, un certain nombre de familles parsies de Surate allèrent s'installer dans la nouvelle ville. Alors qu'en 1700, à peine une poignée de marchands parsis est mentionnée dans les annales, ils constituent au milieu du siècle un important groupe de commerçants à Bombay. Les bienfaits de Maneck constituent le premier exemple connu de philanthropie parsie.

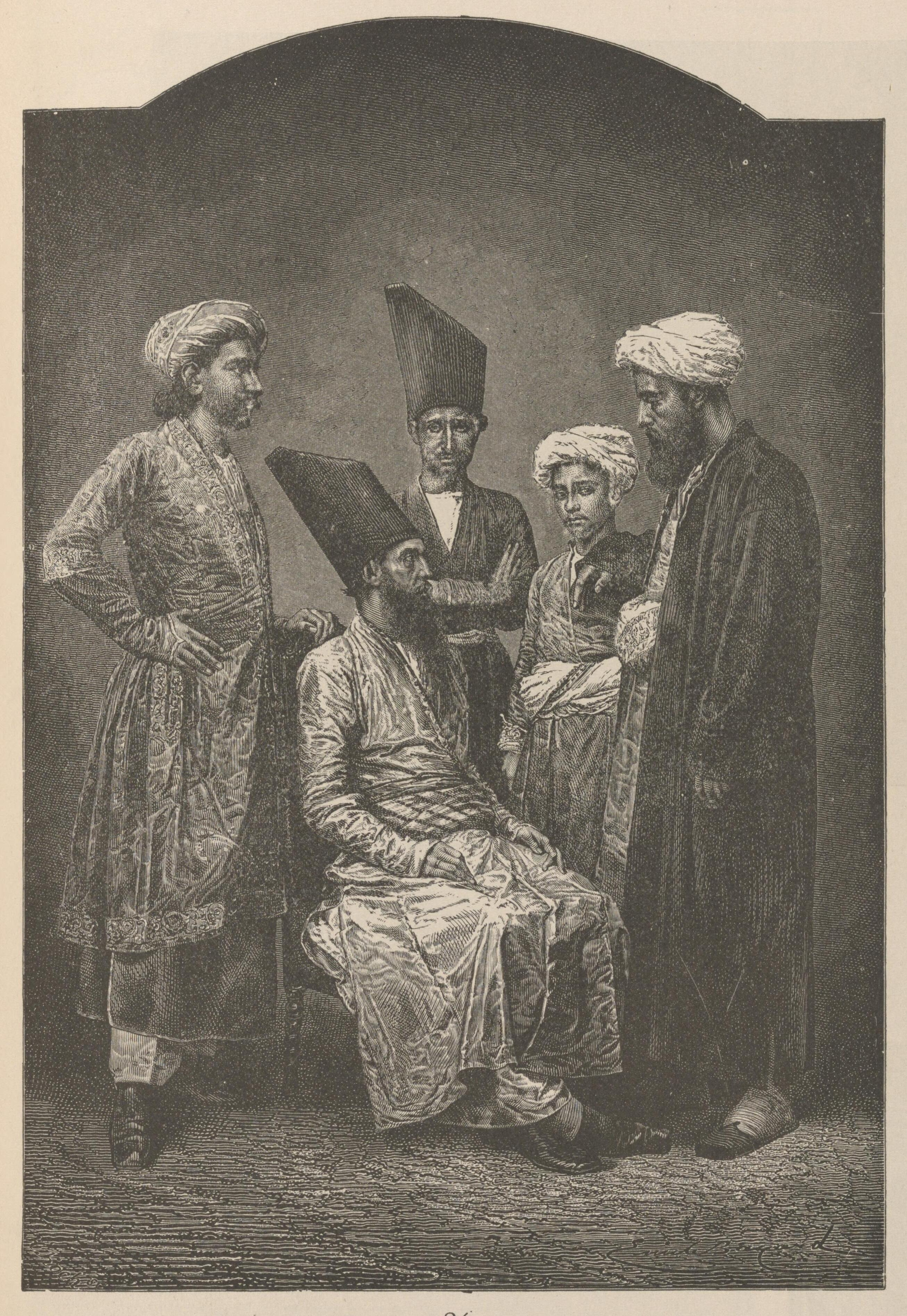
"Parsis de Bombay", gravure sur bois, vers 1878

En 1728, le fils aîné de Rustom, Naoroz (plus tard appelé Naorojee), fonda le Panchayat parsi de Bombay (au sens d'instrument d'autogouvernance et non de fondation et d'œuvre de charité comme on l'entend aujourd'hui) pour assister les parsis nouveaux arrivés sur le plan religieux, social, juridique et financier. La famille Maneck Seth consacra beaucoup de temps, d'énergie et de ressources financières au soutien de la communauté parsie et le Panchayat devint, vers le milieu du XVIIIe siècle, le moyen reconnu, pour les parsis, de faire face aux exigences de la vie urbaine et de régler les affaires de la communauté. Pourtant, le Panchayat fut attaqué en 1838 pour népotisme et irrégularités. En 1855, le Bombay Times nota que le Panchayat était totalement dépourvu d'autorité morale et légale pour faire appliquer ses statuts (les Bundobusts ou codes de conduite) et le conseil cessa bientôt d'être considéré comme représentatif de la communauté. En juillet 1858, il fut déchu par décision du Comité judiciaire du Conseil privé de toute juridiction en matière de mariage et de divorce à l'encontre des parsis. Bien que rétabli par la suite en tant qu'administrateur des propriétés de la communauté, le Panchayat cessa définitivement d'être un instrument d'autogouvernance.
Alors que le Panchayat faisait face à un déclin inexorable, d'autres institutions apparurent pour se substituer à lui et contribuer à la cohésion sociale à laquelle la communauté aspirait désespérément. Au milieu du XIXe siècle, les parsis avaient pleinement conscience de ce que leurs rangs s'éclaircissaient et ils virent dans l'éducation une solution possible au problème. En 1842, Jamsetjee Jejeebhoy mit en place le Fonds parsi de bienfaisance (Parsi Benevolent Fund) pour améliorer par l'éducation la condition des parsis appauvris vivant encore à Surate et dans ses environs. En 1849, les parsis fondèrent leur première école (une école mixte, chose inédite à l'époque, qui allait toutefois bientôt être séparée en une école de filles et une école de garçons). Ce mouvement pour l'éducation s'accéléra. Les écoles parsies se multiplièrent, mais les enfants parsis pouvaient également fréquenter d'autres écoles et collèges. Stimulés par cette amélioration de l'éducation et une plus forte cohésion sociale, les parsis prirent mieux conscience de leur spécificité. C'est ainsi qu'en 1854, Dinshaw Maneckji Petit fonda le Fonds d'amélioration des zoroastriens de Perse (Persian Zoroastrian Amelioration Fund) dans le but d'améliorer les conditions de vie de leurs coreligionnaires d'Iran. Le fonds parvint à convaincre un certain nombre de zoroastriens d'Iran d'émigrer en Inde (où ce groupe est aujourd'hui désigné par le terme Iranis) et contribua probablement à obtenir une exemption de la djizîa pour leurs coreligionnaires en 1882.

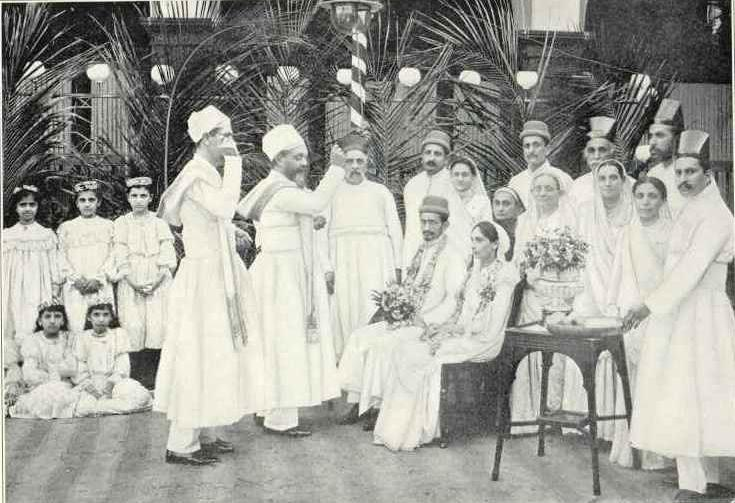
Un mariage parsi en 1905.

Aux XVIIIe et XIXe siècles, les parsis étaient devenus « le groupe le plus avancé en Inde au niveau éducationnel, industriel et social. Ils étaient à la pointe du progrès, amassaient de grandes fortunes et apportaient un soutien généreux aux œuvres de bienfaisance ». Vers la fin du XIXe siècle, l'Inde comptait 85 397 parsis, dont 48 597 vivaient à Bombay, ce qui représentait 6 % de la population totale de la ville (recensement de 1881). C'était la dernière fois que les parsis pouvaient être considérés comme formant une minorité significative de la ville.
Néanmoins, le XIXe siècle a laissé en héritage aux parsis le sentiment d'appartenir à une communauté bien spécifique. Les symboles culturels propres aux parsis depuis les XVIIe et XVIIIe siècles, tels que la langue (une variante parsie du Gujarati), les arts, l'artisanat et les coutumes vestimentaires se perpétuèrent dans le théâtre, la littérature, les écoles, les journaux et les magazines parsis. Les parsis entretinrent des centres médicaux, des corps ambulanciers, des associations scoutes, des clubs et des loges maçonniques propres à leur communauté. Ils avaient leurs fondations de bienfaisance, leurs complexes résidentiels, leurs institutions juridiques, leurs tribunaux  et leurs organes de gouvernance. Ils n'étaient plus des tisserands et des petits commerçants, mais étaient désormais bien établis, dirigeaient des banques, des usines, des chantiers navals et des compagnies maritimes. Par ailleurs, tout en préservant leur identité culturelle, ils se considéraient comme membres de la nation indienne, comme le soulignait Dadabhai Naoroji, le premier Asiatique à occuper un siège au Parlement britannique : « Que je sois hindou, musulman, parsi, chrétien ou de toute autre confession, je suis avant tout indien. Notre pays est l'Inde ; notre nationalité est indienne ».

## La religion des parsis

Le Faravahar, représentation traditionnelle d'Ahura Mazda et symbole du zoroastrisme

## Mouvances linguistiques
Le livre sacré des zoroastriens, l'Avesta, date du milieu du premier millénaire avant notre ère. Il est rédigé en avestique, une très ancienne langue iranienne, proche du védique. Aux IXe et Xe siècles, le Denkard, un vaste recueil de textes zoroastriens, donne en moyen-perse un sommaire de l'Avesta.
Les zoroastriens d’Iran parlaient et parlent encore sporadiquement le dari zoroastrien, une variété du persan à ne pas confondre avec le dari, parlé principalement en Afghanistan.
Les réfugiés zoroastriens fuyant l'Iran au VIIIe siècle après l'invasion arabo-musulmane, s’installèrent le long de la côte du Gujarat, notamment à Surate. Tout en restant très attachés à leurs traditions, ils comprirent la nécessité de s'intégrer dans leur terre d’adoption et se mirent peu à peu à pratiquer la langue locale, le gujarati. Même si une majorité d'entre eux alla s'installer à Bombay, ville de langue marathe, au XVIIe siècle, ils y conservèrent l'usage du gujarati, qu'ils avaient entre-temps quelque peu perverti au point d'en former une sorte de dialecte propre.
Les zoroastriens d'Iran qui émigrèrent à la fin du XIXe siècle vers Bombay pour échapper aux discriminations dont ils étaient victimes dans leur pays (ils seront plus tard désignés par le terme d'iranis), le firent avec le soutien de leurs coreligionnaires indiens et optèrent à leur tour pour la langue d'adoption de ceux-ci, le gujarati.
Mais le fait que les parsis et iranis bénéficiaient, avant l'indépendance de l'Inde, des sympathies des autorités coloniales anglaises, les incita à maîtriser l'anglais. L'éducation des enfants se faisaient souvent, par la suite également, dans des institutions parsies, mais aussi chrétiennes, pour la plupart anglaises, irlandaises ou américaines, ce qui favorisa encore la pratique de l'anglais dans la communauté.
L'émigration de la deuxième moitié du XXe siècle, tant de l'Inde que de l'Iran (après la révolution de 1979) vers les pays occidentaux, vint encore affirmer cette tendance.

## Démographie

### Les parsis en Inde

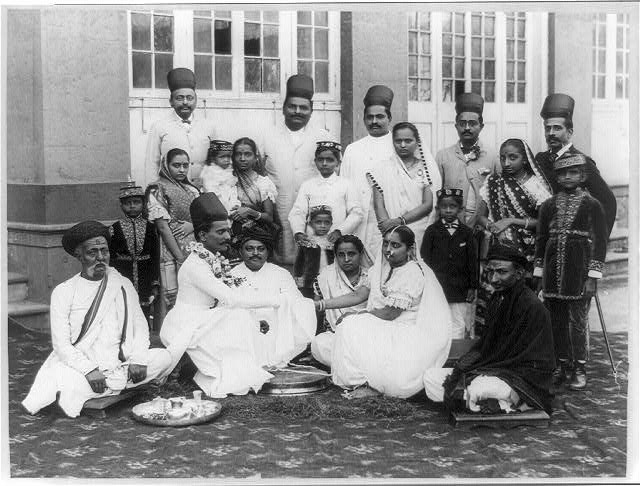
Mariage parsi en costume traditionnel

Alors que l'Inde a vu sa population quadrupler depuis son accession à l'indépendance en 1947, le ministère indien des Minorités a prévu en 2015 un budget de 100 millions de roupies (environ 1,4 million d'euros) pour relancer la population parsie, qui constitue aujourd'hui l'une des plus petites minorités du pays. Les parsis, qui, au nombre de 114 000, représentaient 0,05 % de la population indienne en 1941, ne sont plus qu'à peine 60 000 en 2015, soit 0,005 % de la population nationale. La moitié d'entre eux étant âgée de plus de 60 ans et la plupart des couples ayant au maximum un enfant, la population parsie devrait encore diminuer de moitié d'ici à 2050.
Les causes de ce déclin résident dans un nombre de mariages en régression constante et un taux de fécondité extrêmement bas (0,8 enfant par femme en âge de procréer), d'où un taux de natalité inférieur au taux de mortalité, mais aussi dans une endogamie encore très marquée et dans la fermeture à toute conversion au zoroastrisme (le seul moyen d'être parsi étant la filiation paternelle) ; enfin, l'émigration compte pour un cinquième dans la diminution de la population.
Évolution de la population parsie de l'Inde de 1881 à 2001
| Année  | Population parsie de l'Inde | Progression (en %) |
| ------ | --------------------------- | ------------------ |
| 1881   | 85 078                      |                    |
| 1891   | 89 490                      | + 5,19             |
| 1901   | 93 617                      | + 4,61             |
| 1911   | 99 412                      | + 6,19             |
| 1921   | 101 075                     | + 1,67             |
| 1931   | 108 988                     | + 7,83             |
| 1941   | 114 890                     | + 5,42             |
| 1951 * | 111 791                     | - 0,27             |
| 1961   | 100 772                     | - 10,93            |
| 1971   | 91 266                      | - 10,42            |
| 1981   | 71 630                      | - 27,41            |
| 1991   | 76 382                      | + 6,63             |
| 2001   | 69 601                      | - 9,74             |

- À partir de 1951, à la suite de la partition de l'Inde, les chiffres ne comprennent plus la population parsie du Pakistan et du Bangladesh

Le rapport de masculinité des parsis est inhabituel en Inde : en 2001, il était de 1 000 hommes pour 1 050 femmes (contre 1024 en 1991), en raison notamment de l'âge moyen élevé de la population, lié au fait que les femmes vivent plus longtemps que les hommes. En comparaison, la moyenne indienne était en 2001 de 1 000 hommes pour 933 femmes.
Les parsis ont un taux d'alphabétisation élevé, se montant à 97,9 % en 2001, soit le plus haut de toutes les communautés de l'Inde (la moyenne nationale est de 64,8 %). Toujours en 2001, 96,1 % des parsis résident dans des zones urbanisées (la moyenne nationale étant de 27,8 %).
Dans l'agglomération de Mumbai, où la densité de parsis est la plus élevée, environ 10 % des femmes parsies et 20 % des hommes parsis restent célibataires.

### Les parsis dans le monde
Le nombre total des zoroastriens pratiquants est inconnu. Une estimation de 2004 donne une fourchette de 124 000 à 190 000 adeptes, dont environ la moitié vivent en Inde. Ces chiffres manquent de précision, notamment en raison de fortes divergences concernant les parsis d'Iran.
En Iran, les Zoroastriens estiment qu'ils sont au moins 50 000 en 2018. Certaines estimations approchent d'environ 70 000 Zoroastriens en Iran en 2020. Les estimations de 2012 indiqueraient le nombre de Zoroastriens qui auraient participé aux dernières élections ou scrutins électoraux, le nombre réel de Zoroastriens étant plus élevé.  
En 2012, le FEZANA Journal, publication trimestrielle de la Fédération des Associations zoroastriennes d'Amérique du Nord a publié les résultats d'une étude démographique sur la population parsie dans le monde, joignant à titre de comparaison les chiffres résultant d'une étude de 2004. Ces chiffres comprennent les parsis et autres communautés ethnoreligieuses zoroastriennes :
| Pays                              | Population 2004 | Population 2012   | Progression 2004-2012 |
| --------------------------------- | --------------- | ----------------- | --------------------- |
| Inde                              | 69 601          | 61 000            | - 12,4 %              |
| Iran                              | 24 000          | 15 000 à 25 000   | --                    |
| États-Unis                        | 10 794          | 14 405            | + 33,5 %              |
| Canada                            | 5 975           | 6 442             | + 7,8 %               |
| Royaume-Uni                       | 5 000           | 5 500             | + 10 %                |
| Australie                         | 2 601           | 2 577             | - 0,9 %               |
| Bahreïn, Koweït, Oman, Qatar, EAU | 2 200           | 1 900             | - 13,6 %              |
| Pakistan                          | 2 121           | 1 675             | - 21 %                |
| Nouvelle-Zélande                  | 900             | 1 231             | + 36,8 %              |
| Europe et Asie centrale           | 1 000           | 1 000             | 0 %                   |
| Monde                             | 125 000         | 111 700 à 121 700 | -10,6 % à - 2,6 %     |

## Identité et intégration
Au cours des siècles, depuis l'arrivée en Inde des premiers zoroastriens, les parsis se sont intégrés dans la société indienne tout en maintenant ou faisant évoluer leurs propres coutumes et traditions, différentes de celles de leur entourage, préservant ainsi leur identité ethnique. Cela a conféré à la communauté parsie une position particulière dans la société indienne : les parsis sont indiens en termes de nationalité, de langue et d'histoire, mais le sont moins du point de vue de la consanguinité, des pratiques culturelles et religieuses et des comportements.
Une étude génétique publiée en 2017 montre que les parsis sont très proches des zoroastriens d'Iran concernant le chromosome Y, alors qu'ils en sont éloignés concernant l'ADN mitochondrial. Les chercheurs constatent que la contribution des zoroastriens iraniens aux parsis est de 96 % pour le chromosome Y et de seulement 8 % pour l'ADN mitochondrial. Ces résultats indiquent que la migration des zoroastriens d'Iran vers l'Inde fut essentiellement composée d'hommes qui se sont mélangés avec des femmes locales quelque temps après leur arrivée en Inde. Ils datent ce mélange à 690–1390 CE. Ces données fournissant des preuves solides que l'ascendance zoroastrienne iranienne en Inde a été maintenue principalement par la lignée masculine.

### Autodéfinition

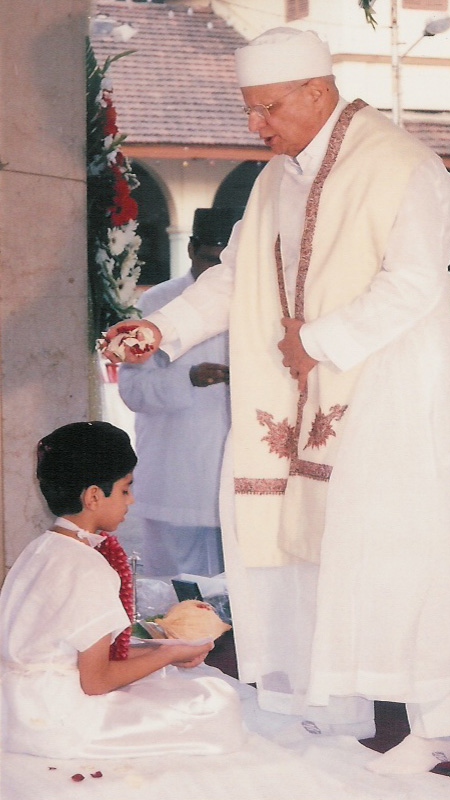
Cérémonie du Naujote (rite d'admission dans la foi parsie)

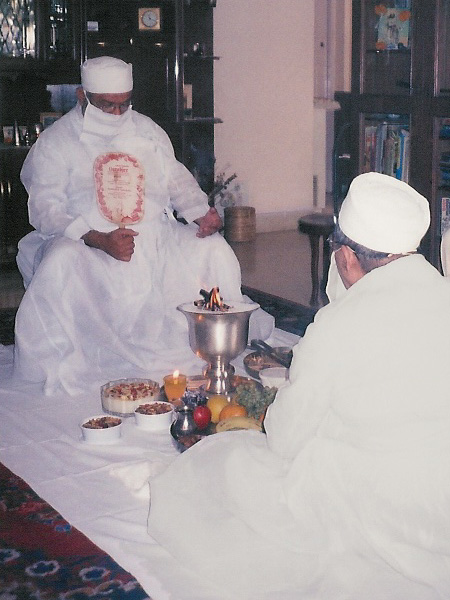
Cérémonie parsie du Jashan (ici: bénédiction d'une habitation)

Qui est parsi et qui ne l'est pas, c'est là l'objet d'une vive controverse au sein de la communauté zoroastrienne. Est généralement considérée comme parsie toute personne
a) directement issue des réfugiés persans ayant fui leur pays après la conquête arabe et
b) formellement admise dans la religion zoroastrienne.
En ce sens, le terme parsi désigne une communauté ethno-religieuse, dont la définition est toutefois controversée parmi ses membres. Certains d'entre eux soutiennent qu'un enfant doit avoir un père parsi pour pouvoir être initié à la foi, ce qui à son tour est considéré par le plus grand nombre comme une violation du principe zoroastrien de l'égalité des genres et serait un reliquat d'une ancienne définition juridique du terme parsi.
Une définition souvent citée repose sur une décision de justice datant de 1908 (entre-temps abrogée), qui non seulement stipulait qu'une personne ne pouvait pas devenir parsie en se convertissant à la foi zoroastrienne, mais précisait aussi :
« La communauté parsie est constituée
a) de parsis issus des premiers émigrants persans, nés de parents tous deux zoroastriens et pratiquant la religion zoroastrienne ;
b) d'Iraniens pratiquant la religion zoroastrienne ;
c) d'enfants de pères parsis et de mères non parsies, lesquels ont été dûment et valablement admis dans la religion ».
Cette définition a été remise en cause à plusieurs reprises. Les principes égalitaires de la Constitution indienne frappent de nullité les restrictions patrilinéaires exposées dans la troisième clause. La seconde clause a été contestée et annulée en 1948 et à nouveau rejetée en appel en 1950, l'ensemble de la définition de 1908 n'étant retenu qu'à titre d'obiter dictum − opinion incidente et purement indicative.
Malgré tout, nombreux sont les parsis − même parmi les plus éduqués et les plus modérés − qui sont persuadés que la définition de 1908 est toujours en vigueur. Dans l'éditorial de Parsiana, le bimensuel de la communauté parsie, du 21 février 2006, l'éditeur note que plusieurs enfants adultes d'une mère parsie et d'un père non parsi ont été initiés à la foi et que leur volonté d'adopter la foi de leur mère en dit des volumes sur leur attachement à la religion. Rappelant la réglementation, l'éditeur fait toutefois remarquer que, bien qu'ils soient juridiquement et aux yeux de la religion des zoroastriens à part entière, ils ne peuvent pas être considérés devant la loi comme des zoroastriens parsis et ne sont donc pas autorisés à fréquenter les temples du feu réservés aux zoroastriens parsis.

### Factions au sein de la communauté

#### Désaccords en matière de calendrier
Le présent sous-chapitre est pour l'essentiel la traduction du sous-chapitre Calendrical differences de l’article de Wikipédia en anglais intitulé « Parsi ». Pour plus de précisions sur le calendrier utilisé par les zoroastriens dans la pratique de leur religion, voir Calendrier zoroastrien.
Jusqu'au XIIe siècle environ, tous les zoroastriens utilisaient le calendrier religieux à 365 jours, resté pratiquement inchangé depuis les réformes apportées par Ardachîr Ier de Perse (r. 226-241 EC). Ce calendrier ne prévoyant pas de compensation pour la fraction de jour négligée annuellement par rapport à l'année solaire, il ne respectait plus le cycle des saisons.
Entre 1125 et 1250, les parsis insérèrent un  mois embolismique pour compenser les fractions de jours accumulées. Mais ils furent les seuls zoroastriens à le faire (et ils ne le feront qu'une fois), de sorte qu'à partir de cette date, le calendrier dit  Shahenshahi  (impérial) utilisé par les parsis différait d'une trentaine de jours par rapport à celui des autres zoroastriens.
En 1745, les parsis de Surate et des alentours revinrent au calendrier  Kadmi  (ancien), comme le recommandaient leurs prêtres, qui étaient convaincus que le calendrier en usage dans leur contrée d'origine devait être le bon. Ils dénigraient par ailleurs le calendrier Shahenshahi comme étant « royaliste ».
En 1906, des tentatives furent entreprises pour réconcilier les deux factions et débouchèrent sur l'introduction d'un troisième calendrier basé sur un modèle seldjoukide datant du XIe siècle : ce calendrier, dit  Fasli , prévoyait un jour intercalaire tous les quatre ans et l'année commençait à l'équinoxe de printemps. Bien que ce fût le seul calendrier calqué en permanence sur le rythme des saisons, la majorité des parsis le rejeta comme ne respectant pas les injonctions de la tradition zoroastrienne.
Aujourd'hui, les parsis sont en majorité adeptes de la version parsie du calendrier Shahenshahi, bien que le calendrier Kadmi ait aussi ses adhérents dans les communautés parsies de Surate et de Bharuch. Le calendrier Fasli n'a guère cours parmi les parsis, mais, étant compatible avec le calendrier Bastani (version iranienne présentant les mêmes caractéristiques principales que le calendrier Fasli), c'est celui auquel adhère la majorité des zoroastriens d'Iran.
Étant donné que certaines prières de l'Avesta contiennent des références aux noms des mois ou ne sont prononcées qu'à certains moments de l'année, la question de savoir quel calendrier est « correct » prend des dimensions théologiques.

Temple du Feu parsi à Ahmedabad, Inde

Pour compliquer encore les choses, Phiroze Kaus Dastur, de l'Atash-Behram Dadyseth de Bombay, prêtre hautement influent de la fin du XVIIIe siècle ou du début du XIXe siècle, ardent défenseur du calendrier Kadmi, était persuadé que la prononciation correcte des prières était celle des visiteurs venant d'Iran, et non celle en usage chez les parsis de l'Inde. Il se mit alors à modifier certaines prières, qui furent peu à peu adoptées par tous les adhérents du calendrier Kadmi comme correspondant mieux à la forme ancienne, présumée correcte. Toutefois, les linguistes spécialisés dans l'avestique attribuent ces différences de prononciation à une mutation des voyelles ne s'étant produite qu'en Iran, de sorte que la prononciation iranienne adoptée par les adeptes du calendrier Kadmi est en réalité plus récente que la prononciation en usage chez les parsis « non kadmis ».
Ces différends ne demeurèrent pas toujours d'ordre académique, mais donnèrent parfois lieu à des débordements de violence.
Parmi les huit Grands Temples du Feu (Atash-Behram) de l'Inde, trois sont attachés à la tradition Kadmi, les cinq autres privilégiant la prononciation et le calendrier Shahenshahi. Les Fasli n'ont pas d'Atash-Behram propre.

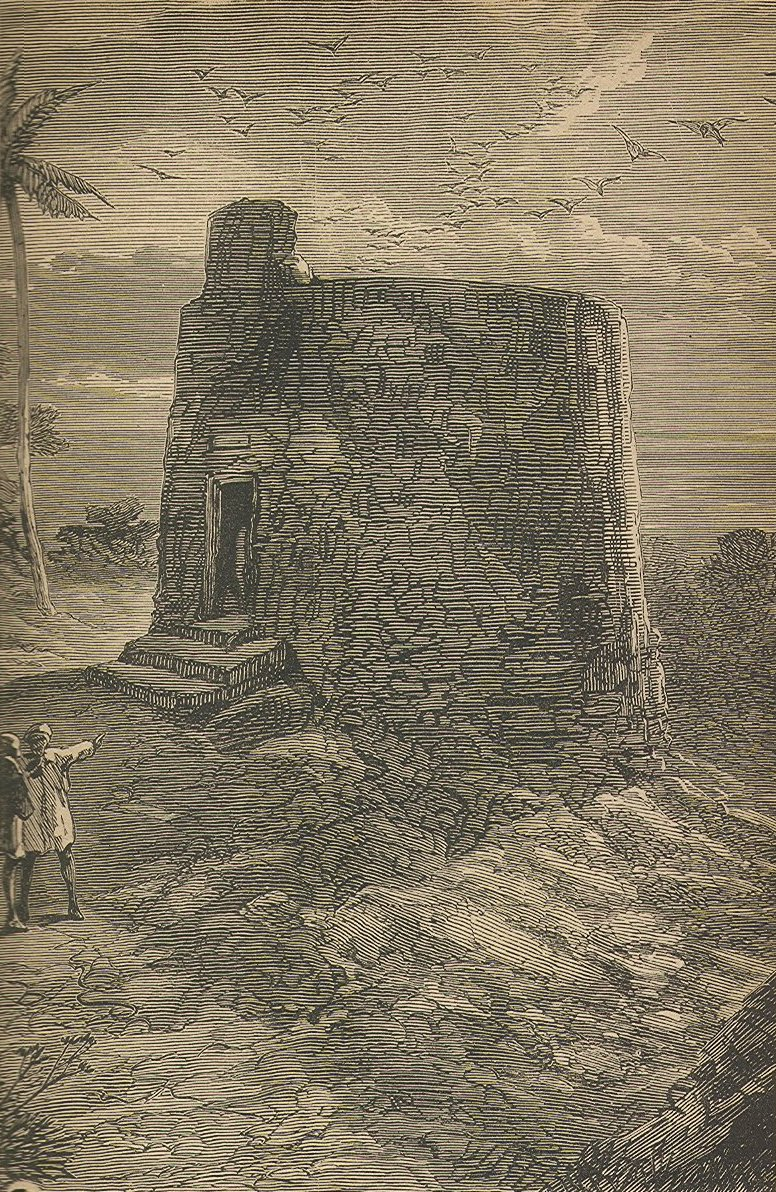
Gravure représentant une tour du silence à Bombay

#### Ilm-e-Kshnoom
L' Ilm-e-Kshnoom (science de l'extase ou de la béatitude) est une école de la philosophie zoroastrienne parsie reposant sur une interprétation des textes religieux plus mystique et ésotérique que littérale. Ses adhérents sont les disciples d'un groupe de 2000 individus appelé Saheb-e-Dilan (« maîtres du cœur ») s'étant retirés en isolement total dans une contrée reculée du Caucase ou de l'Elbourz. Leurs prières et cérémonies sont empreintes de cette extase spirituelle qu'est le Kshnoom. Les Kshnoom sont très conservateurs dans leur idéologie et préfèrent s'isoler, même par rapport aux autres parsis.
La plus grande communauté de Kshnoom se trouve à Jogeshwari, dans la banlieue de Bombay, où ils ont leur propre temple du feu (Behramshah Nowroji Shroff Daremeher), leur propre lotissement (Behram Baug) et leur propre journal (Parsi Pukar). On en trouve aussi un certain nombre à Surate, où la secte a été fondée à la fin du XIXe siècle.

#### Remise en cause des usages funéraires
La terre, le feu et l'eau étant considérés par les parsis comme des éléments sacrés qu'il faut à tout prix éviter de souiller, l'inhumation et la crémation ont toujours été proscrites et il est de tradition dans la communauté de laisser les dépouilles des défunts en pâture aux vautours sur des tours en pierre appelées tours du silence ou dakhma. Or, en raison de l'urbanisation galopante et de l'utilisation croissante d'antibiotiques pour les humains et le bétail et de l'anti-inflammatoire diclofénac, tous deux extrêmement néfastes pour les vautours, ceux-ci sont en voie de disparition dans les grandes villes abritant une population parsie notable, telles que Mumbai et Karachi. Des panneaux solaires ont été installés sur les tours du silence pour accélérer le processus de décomposition, mais les résultats ne sont pas entièrement satisfaisants. À Peshawar, un cimetière parsi, qui existe encore, a été aménagé à la fin du XIXe siècle, mais c'est un cas unique. Toujours est-il qu'un débat houleux embrase la communauté parsie quant au maintien de l'interdiction des inhumations et crémations,,.
La tour du silence de Mumbai se trouve à Malabar Hill. Les habitants du quartier et des environs se sont plaints à plusieurs reprises des conséquences de cette pratique. L'inhumation semble désormais de plus en plus tolérée au sein de la communauté parsie comme alternative au rituel funéraire traditionnel.

## Parsis célèbres

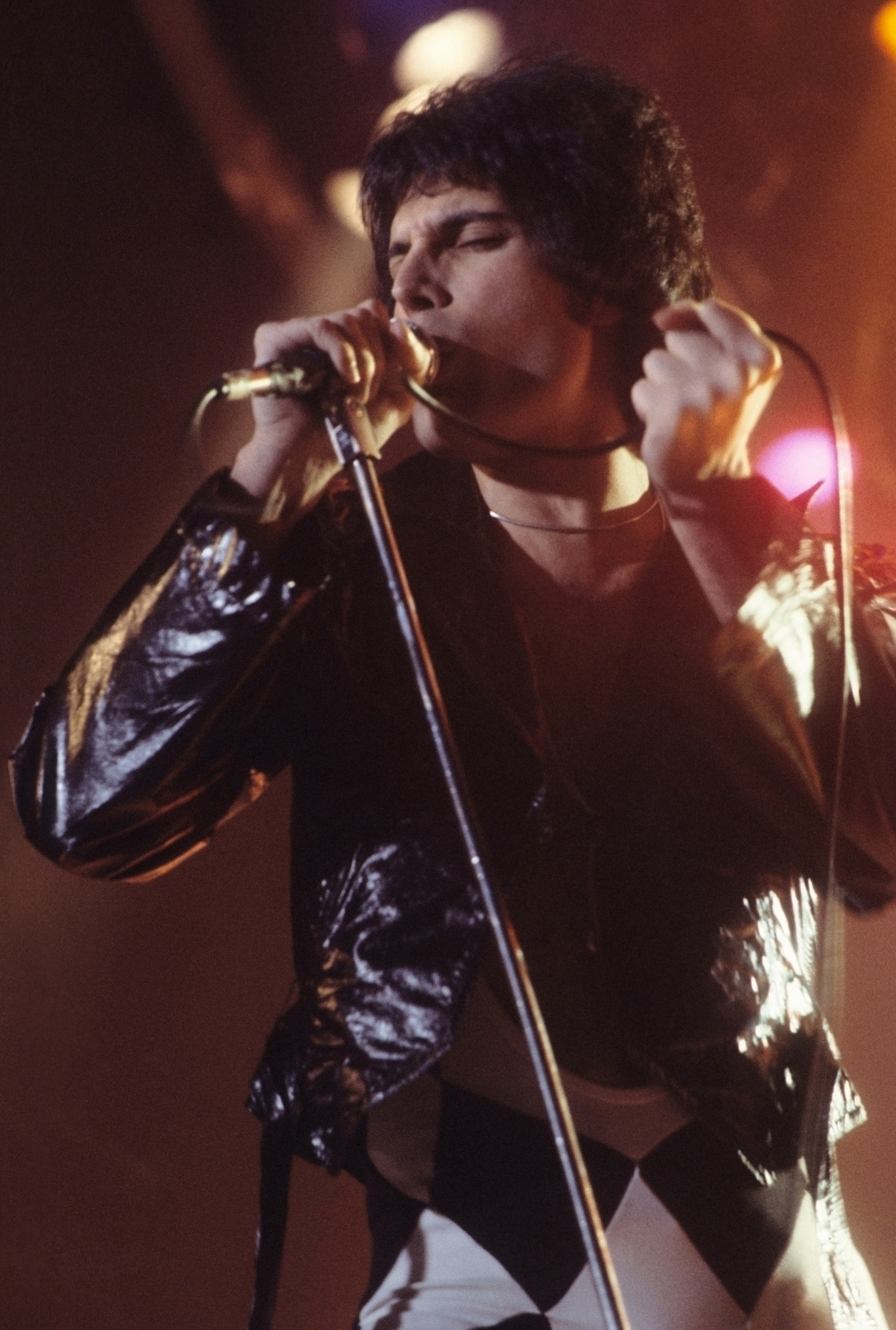
Freddie Mercury, chanteur du groupe rock Queen.

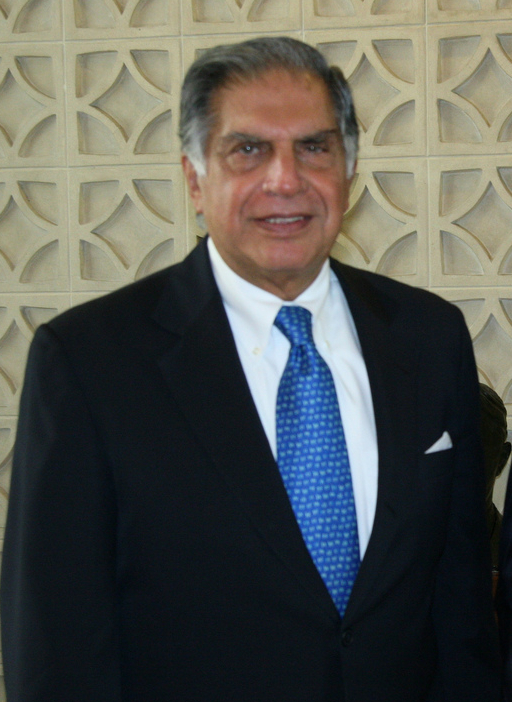
Ratan Tata, patron du conglomérat indien Tata.

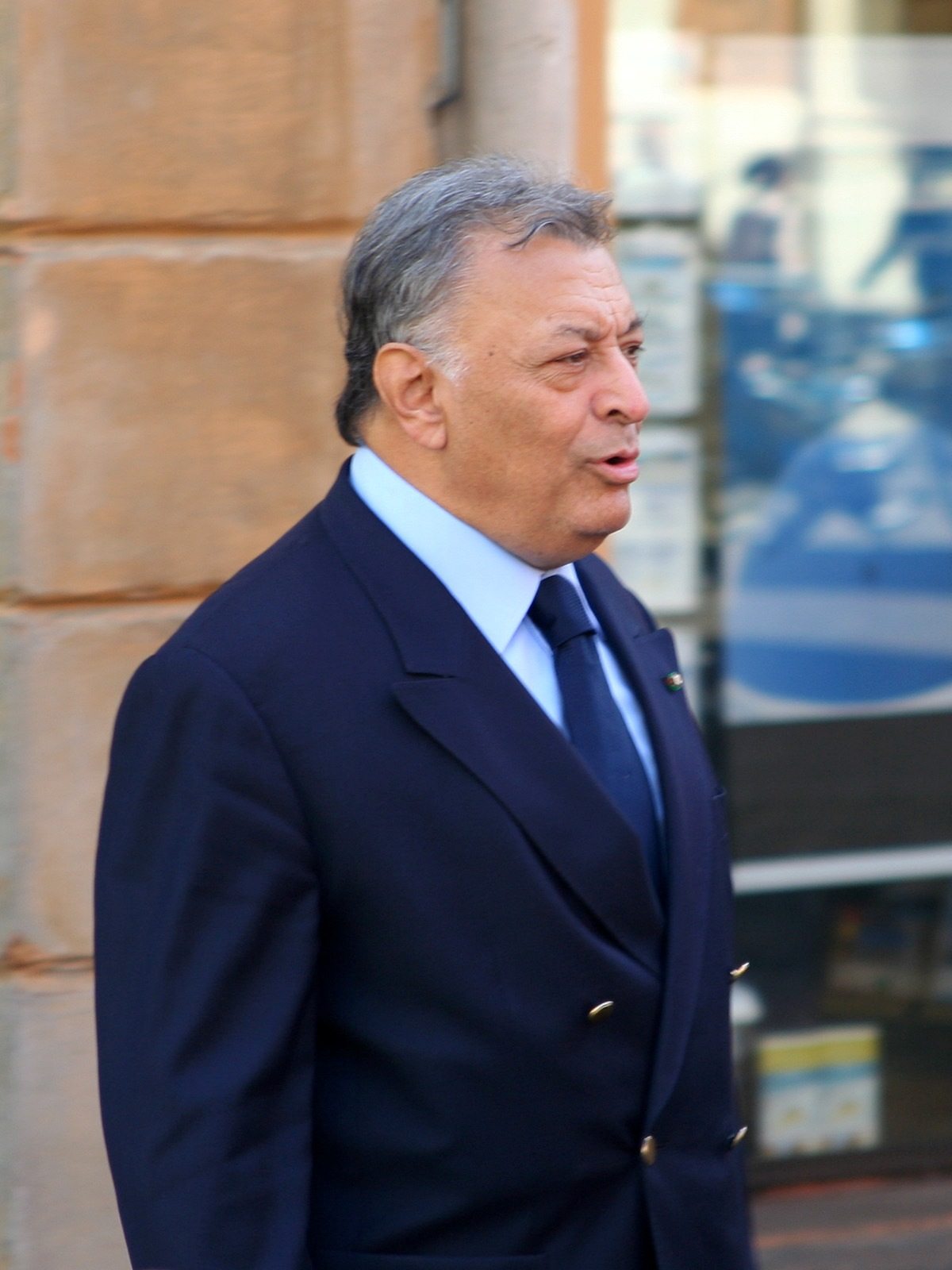
Le chef d'orchestre Zubin Mehta en 2007.

Les parsis ont contribué pour une large part à l'histoire et au développement de l'Inde, fait d'autant plus remarquable qu'ils constituent une minorité infime. Leur contribution la plus importante est de nature philanthropique. Mahatma Gandhi se disait fier de compter dans son peuple les zoroastriens, « négligeables en nombre, mais dont la charité et la philanthropie étaient peut-être inégalées et en tout cas jamais dépassées ». De nombreux sites de Mumbai portent le nom de parsis, comme Nariman Point. Parmi les parsis s'étant distingués dans le Mouvement pour l'indépendance de l'Inde, il convient de mentionner Pherozeshah Mehta, Dadabhai Naoroji, et Bhikaiji Cama.
Le monde des sciences et de l'industrie compte de nombreux parsis, tels que les physiciens Homi J. Bhabha et Homi Sethna, les industriels J. R. D. Tata et Jamsetji Tata, considéré comme le « père de l'industrie indienne », Ratan Tata et d'autres membres de la famille Tata ; les familles Godrej, Wadia et Petit jouent également depuis longtemps un rôle important dans l'économie indienne.
La communauté parsie a aussi donné des personnalités notables au monde de la culture et du spectacle. Parmi celles ayant acquis une renommée internationale, il convient de citer Freddie Mercury (né Farrokh Bulsara), chanteur du groupe de rock Queen, le compositeur Kaikhosru Shapurji Sorabji, le chef d'orchestre Zubin Mehta, le philosophe Richard Sorabji, le sociologue Homi Bhabha, les écrivains Rohinton Mistry et Bapsi Sidhwa, les acteurs John Abraham et Boman Irani, l'actrice et mannequin Persis Khambatta.
Le mari de la Première ministre indienne Indira Gandhi et gendre de Jawaharlal Nehru, Feroze Gandhi, était un parsi de Bharuch aux racines ancestrales. Rattanbai Jinnah, la seconde épouse de Muhammad Ali Jinnah, fondateur du Pakistan, était issue de l'influente famille parsie des Petit.
Les deux militantes pour les droits des femmes Herabai Tata et sa fille Mithan Jamshed Lam, sont parsies.
Le gourou Meher Baba était d'origine parsie.
Sanaya Irani, actrice indienne très connue pour son rôle dans Iss Pyaar Ko Kya Naam Doon? (en) ou La Promesse (Kushi), fait partie de la communauté parsie.

## Liens

### Articles liés
- Parsi Coloni five gardens
- Zoroastrisme, Parsisme